# ムルス・ダキクス
ムルス・ダキクス（ラテン語 : Murus Dacicus, 「ダキア人の城壁」）は、ローマ帝国征服以前にダキア王国で発達した城壁や要塞の構築理論である。それは、従来のダキア人の伝統的建築理論と、ギリシャ・ローマ建築や石工術から輸入された理論を混成させたものである。それは、それ以前にも、その時代にも、後代にも幾分似通った建築技術はあるものの、ムルス・ダキクスを独特のものとならしめている要素はある。
ムルス・ダキクスは直方体に切り分けられた石のブロックを組み上げた2つの外壁から成っている。それらはモルタルを用いていない切石積みの好例であるが、ブロックの規格は平均的なものよりも大きい。これは技術的要請によるものである。
2つの外壁が出来あがった後に、その隙間を砂利と石のセメントや粘土、土などで埋めてしまう。こうすることで、どちらの壁も水平方向の強度が増す。外壁は焦がした木製のつなぎ梁で接続される。その繋ぎ梁は、石のブロックの上面に蟻継手でつながれる。この壁は、攻城兵器から射出される投射体から受ける衝撃を吸収し、運動エネルギーを拡散させることに秀でている。その高度な柔軟性により、この構造は、たとえばミュケーナイの巨大な切石積みに見られるような「古典的」な堅い石壁よりも、明らかに優越しているのである。
適正に建てられたムルス・ダキクスは労働集約的で、なおかつ時間も相当にかかる。そこで、二度のダキア戦争の間の短い期間には、急拵えになった。とはいえ、その典型的な様式は厚さ3-4m、高さ10mで、与えられた条件下での急造としては傑出した成果といえる。
ユネスコの世界遺産に登録されている「オラシュチエ山脈のダキア人の要塞群」（ルーマニア）は、この理論が適用された城塞の好例である。ムルス・ダキクスは、ローマのTrajan's columnにも描かれている。